# Essakyir

Essakyir är en ort i södra Ghana. Den är huvudort för distriktet Ekumfi, och folkmängden uppgick till 2 118 invånare vid folkräkningen 2010.